# John Reynolds
John Markward Reynolds, Jr. (15. september 1941 - 16. oktober 1966) var en amerikansk skuespiller, som mange år efter sin død opnåede kultstatus for sin rolle som Torgo i Manos: The Hands of Fate. 
John Reynolds blev født ind i en militærfamilie, hans far, John Reynolds, Sr., var en anerkendt militærmand. Han kæmpede i mange år med et lavt selvværd, som affødte et heftigt misbrug af stoffer. Han medvirkede i sommeren 1966 i Manos: The Hands of Fate, som han håbede kunne blive hans gennembrud som skuespiller, men han døde en måned før premieren af en overdosis. I 1993 blev han en kultstjerne, da det amerikanske tv-program Mystery Science Theater 3000 fandt Manos frem og præsenterede den for det amerikanske publikum. Hans bizarre skildring af figuren Torgo har gjort ham berømt på en måde, som han nok aldrig selv kunne have forudset.